# Bubas bubaloides
Bubas bubaloides är en skalbaggsart som beskrevs av Emile Janssens 1938. Bubas bubaloides ingår i släktet Bubas och familjen bladhorningar. Inga underarter finns listade.

## Bildgalleri

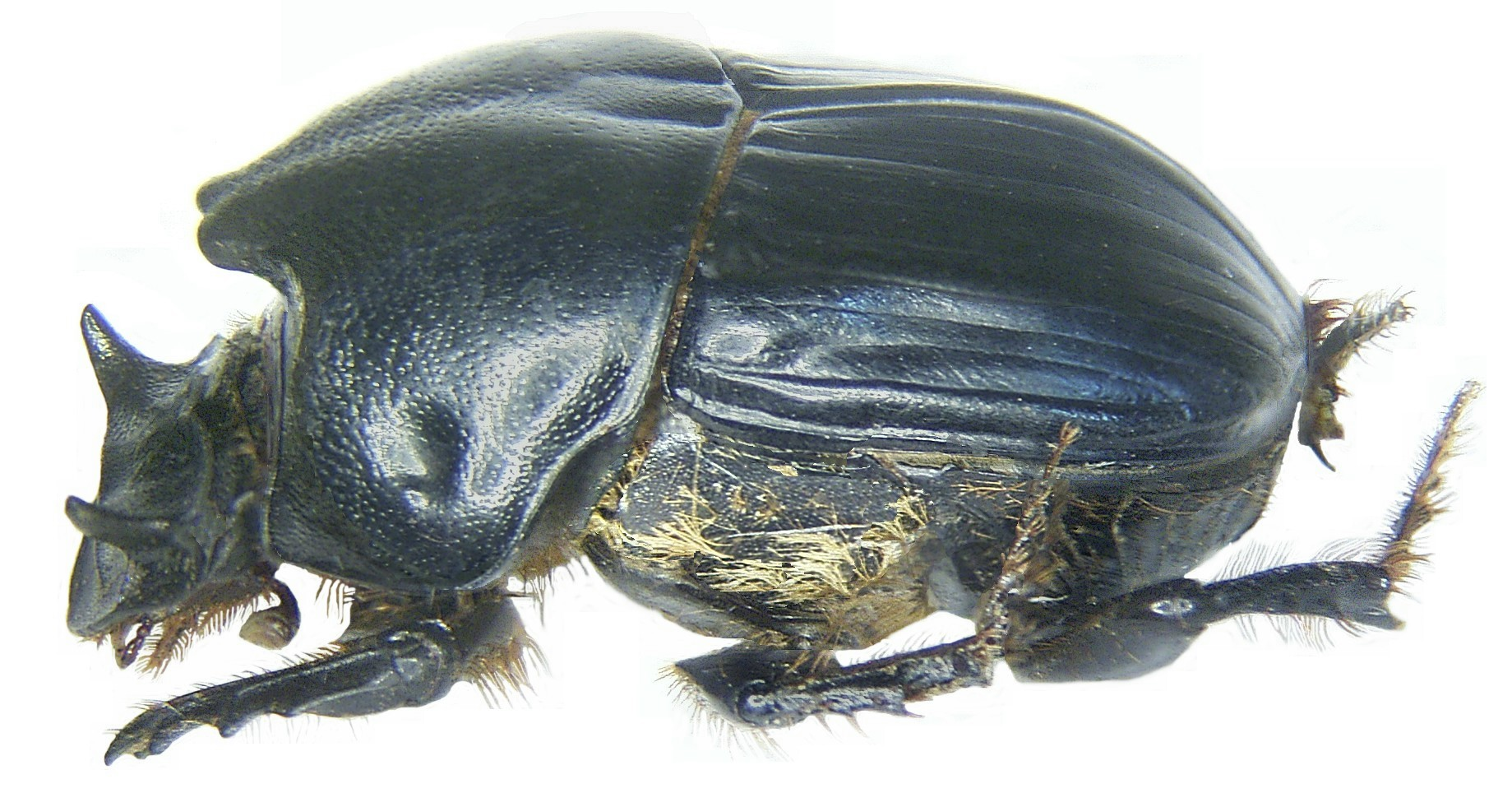
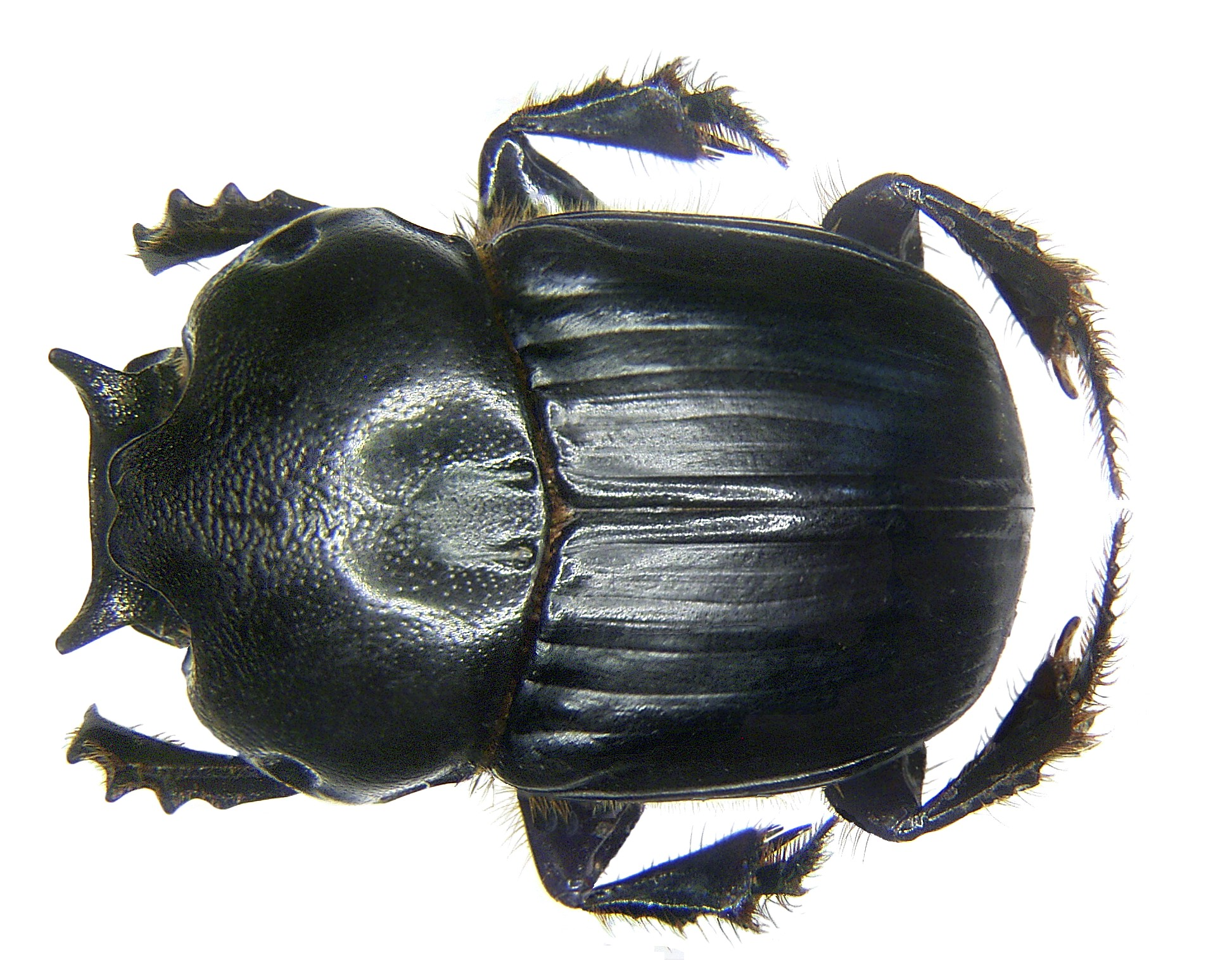